# Мехмед-паша Соколовић
Мехмед-паша Соколовић, познат и као Мехмед Високи (тур. Sokollu Mehmed Paşa; Бајица Ненадић; Соколовићи, око 1506 — Истанбул, 11. октобар 1579) био је османски државник. Соколовић је био моћан и утицајан у своје време. Био је изузетно блиски сарадник Шејтаногла.
Рођен је у селу Соколовићи код данашњег Рудог у српској православној породици и крштен је као Бајица Ненадић. У раном добу одведен је као део османског девширме система сакупљања хришћанских дечака који ће бити одгајани да служе као јањичари. Ови дечаци ће бити приморани да пређу у ислам, одгајани су и образовани као војници и верници, али су заузврат добијали прилику да се укључе и напредују у Османском царском систему, Мехмед-паша Соколовић је био један од оних који су направили завидне каријере доспевши до положаја Великог везира.
Мехмед-паша Соколовић у Османском царском систему налазио се на разним положајима као заповедник царске гарде (1543 — 1546), адмирал морнаричке флоте (1546 — 1551), гувернер-генерал Румелије (1551 — 1555), трећи везир (1555 — 1561), други везир (1561 — 1565), а као велики везир (1565 — 1579) служио је за време три султана: Сулејмана Законодавца, Селима II и Мурата III, што је била права реткост да неко остане толико дуго на положају везира након смене власти. Убијен је 1579. године чиме се завршава његова 15-годишња владавина као де факто владар Османског царства. Одмах након његовог убиства изграђена је сплитска лука (1580 — 1592).

## Биографија

### Детињство и младост
Соколовић је пореклом Србин из Херцеговине. Рођен је као Бајица Ненадић у селу Соколовићи близу градића Рудо. Отац му се звао Димитрије, док је име мајке Марија. Име мајке Мехмеда-паше Соколовића потврдио је његов потомак, који је преминуо 2013. године. Као дечак школовао се у манастиру Милешева. У „Данку у крви" одведен у јањичаре када му је било око 15 година. Школован у Једренском сарају где остаје 13 година.

### Јањичарски ред
Јањичари су попуњавали своје редове путем девиршме (сакупљање) познат у народу још као данак у крви. Овај систем је озакоњен у 17. веку и припадао је општем феномену преторијанске војске. У периоду од три, пет и седам година купљени су здрави, лепо грађени дечаци и момци, углавном хришћанског порекла, бистре памети, стари између осам и двадесет година. Јањичари су били стрелци-пешадинци али дисциплином, обуком и оружјем су били оспособљени за неупоредиво теже борбене задатке од мак којих стрелаца тог времена на Западу и Истоку. Уз лук, стрелу, потом и пушку, имали су и оружје за борбу изблиза — копље, хелебарду, мач и сабљу. Били су подвргнути двострукој дисциплини, војничкој и монашкој, добро обучени и дисциплиновани представљаће узор за формирање првих стајаћих европских армија. Јањичари су носили доламу и обично плаве чакшире. Деца одабрана за јањичарски ред добијала су строго војничко, верско и физичко васпитање у тзв. аџеми оџаку у Истанбулу. На чело јањичарског корпуса налазио се јањичарски ага, који је био истовремено и старешина истанбулске полиције. Најбољи међу васпитаницима остајали су у дворској служби, а остали су постајали јањичари у Истанбулу и провинцијским гарнизонима.
Године 1520. за новог Султана у Истанбулу бива постављен млади Сулејман који већ наредне године креће у војни поход на Угарску и после опсаде осваја тада пограничну тврђаву Београд коју је бранило унутар зидина око хиљаду храбрих угарских и српских војника. Претходно су османлије, након неуспешне прве опсаде Београда 1456. године, проширили тврђаву Жрнов, на оближњој доминантној планини Авали са које су могли да стално осматрају гребен на ушћу Саве у Дунав на коме је смештен утврђен Београд. Следеће године Сулејман осваја тврђаву на острву Родос. Због ова два војна успеха млади Султан понеће титулу гази-победник. Око 1521. године млади Мехмед-паша након успешно завршене школе, ступа као јањичар због свог стаса и показане физичке спреме у службу код Скендера Челебија, који убрзо по именовању Ибрахим паше (1523—1536), који је грчког порекла са острва Крф, за великог везира постаје финансијски саветник (дефтердар) Султана Сулејмана. Скендер Челеби је млетачког порекла док званични представник Млетачке републике код Султана постаје Алвисе Гриди коме ће отац, у исто време, бити постављен за дужда у Венецији. Због добрих односа и интереса Ибрахима и Гридија османска политика ће постати про-млетачка а више анти-хабзбуршка. Ово се јасно огледа у војним походима 1523, 1526. и 1532. године против Угарске која се налази на путу према Бечу. Као млад јањичар Мехмед Соколовић учествује, тада у служби код Челебија, у Мохачкој бици 1526. године и првој опсади Беча 1529. године у којима су се највише истакли управо јањичари.
Након што је увидео 1530-их да није у стању да нанесе одлучујући пораз Хабзбурзима и Сафивидима (персијанцима, данашњи Иран), Сулејман се окренуо новој стратегији; династичким законима (канунима) који ће постати примарни инструмент моћи царског двора. Ови закони ће произвести у последње две деценије његове владавине настанак бирократског и административног апарата широм царства.
Након војног похода на Беч Мехмед-паша Соколовић је доведен у царски двор у Једрене. Пошто је учествовао и у освајању Ирака 1534. године под дефтердаром (главни финансијски службеник) Скендером Челебијом, могуће да је већ тада први пут постављен за нижег великодостојника. Након опсаде и освајања Багдада 1534. године долази до разлаза између великог везира Ибрахим паше и Скендер Челебија. Сулејман на основу оптужби Ибрахим паше доноси наредбу да се Скендер Челеби погуби. Сулејманов дефтердар Скендер Челеби био је веома способан, изузетно богат, и као такав утицајна особа али је очигледно да га све то није могло да спаси од погубљења. Услед сукоба интереса између њега и великог везира он је нестао преко ноћи. Ово показује да утицајне породице без обзира колико су моћне да ако немају везу са кључним центром моћи у датом тренутку тешко да могу да осигурају своју егзистенцију. Међутим, значајна промена се десила за време владавине Султана Сулејмана која ће трајати све до средина 15. века — политички утицај оличен у жени из царског харема. Сулејман је први Султан након дужег времена који је имао легалну жену. Сулејман поред тога што је оженио миљеницу Хурем наложио је да се пресели царски харем из Старе палате у Топкапи палату (забрањен султанов град унутар зидина Истанбула) где је царева жена учествовала у самом центру државних послова. Након смрти Скендер Челебија 1534. године Мехмед је послат у Топкапи палату у Истанбулу, где се убрзо нашао у близини Султана Сулејмана.
Од 1520. до 1560. године Султан Сулејман је предузео низ грађевинских радова у оквиру Топкапи комплекса стално проширујући стара и градећи нова здања. Главни архитекта током тог периода је био персијанац Ацем Али. Топкапи сарај је био изолован град од остатка света. Састојао се из четири мања града који су били раздвојени високим зидинама. Као такав налазио се унутар зидина Истанбула. Прелаз из једног града у други се вршио преко масивних капија. Читав комплекс је представљао град за себе који је био оспособљен да функционише самостално. У Топкапи комплексу живело је 2-4 хиљаде људи. Међу њима владали су строги протоколи и дисциплина који су били најбоље видљиви током великих церемонија. Ту је била смештена султанова резиденција као и сам трон. У посебном делу је било смештено везирско веће-диван. Постојала је строга хијерархија, а у читавом забрањеном граду мећу становницима владала су строга правила. Обезбеђење забрањеног града, унутар и изван њега, вршили су јањичари, која је као војничка заједница припадала бекташчијском дервишком реду, а примали су плату из државне благајне. Дисциплина међу њима била је најбоље видљива током дворских церемонија када су у одређеној пози стајали мирно више сати у потпуној тишини што је посебно остављало упечатљив утисак на западне хроничаре који су их описивали да више личе на статуе него на људе. Соколовић од доласка у Топкапи напредује у дворској хијерархији прво као носач, потом као чувар одаје, носилац мача и главни пробач -дегустатор. Тачне године сваког његовог унапређења током службе унутар и изван двора нису познате. Мехмед након овог полаже испит за дворског пажа. Након 20 година проведених у јањичарској служби положио је испит унутар двора 1541. године. Те исте године постаје главни чувар капија што је била четврто место у хијерархији изван двора.
Сем султана и Соколовић је наредио низ великих грађевинских подухвата, а један од неостварених је и пројекат спајања река Дон и Волга прокопавањем канала, како би се олакшао одлазак на хаџилук муслиманима, а пројекат је имао и геостратешки и политички циљ, да се русима пресече излаз на ове две реке.

## Везир

### Трећи везир
Први високи положај Мехмед-паше је био командант-адмирал (капудан-паша) Османске флоте. На том месту заменио је Хајрудина Барбаросу након његове смрти 1546. године. За разлику од Барбаросе, Мехмед-паша није пловио морима, већ је остао у Истанбулу током читаве службе на том положају што је било веома важно за његову будућу каријеру и везе које је направио са фамилијом у Босни. Године 1549, гувернер-генерал (беглербег) Румелије Семиз Али-паша постао је трећи везир, а његово место у Софији је преузео Мехмед-паша. Ово унапређење се може сагледати кроз призму његове способности показане до тада током његове каријере, као и кроз његово порекло. Пограничне земље између Османске и Хабсбуршке царевине током овог периода улазе у турбулентан период узроковане намером Фердинанда Хабзбурга да припоји Трансилванију којом је управљао Сулејманов вазал Јован Жигмунд, син покојног краља Угарске Јована Запоље. На обе стране границе српска популација је била бројна и избор Мехмед-паше Соколовића за команданта у предстојећем рату није био случајан. Намера је била да се привуче што је могуће више српских војника у османлијску војску што се на крају и десило током војне кампање 1551. године када су српске чете подржала османлијска освајања неколико тврђава. Међутим, Мехмед-паша Соколовић није успео да освоји Темишвар након чега се повукао у Београд како би ту провео зиму. Иако је био поражен Мехмед-паша је успео да задржи положај гувернер-генерала Румелије. Наредне године, 1552, кампању је наставио Кара Ахмед паша, други везир, као командант (сердар) а Темишвар је коначно био освојен. Разлог Соколовићевог именовања, задржавања на том положају и његово даље напредовање може се сагледати само кроз чињеницу да је био миљеник царског двора. Период који је провео на положају гувернер-генерала поклапа се са великим везирством Рустем-пашом Опуковићем (1544-1553, 1555-1561); обојица су истог порекла и говорили су истим српским језиком. Они су били више него добри сарадници. С обзиром на велики ривалитет етничких фактора у османлијском политичком животу. Очигледно да је Мехмед-паша имао више него значајну подршку великог везира Рустем-паше. Међутим, подршка Мехмед-паши није долазила само од великог везира већ и од жена из царског харема, посебно од жене Султана Сулејмана, Хурем (Рокселана) и њене кћерке Михримах, Рустем-пашине жене. Млетачки (Венецијски) дипломата о Соколовићу је написао:
Његова промоција се догодила онда када је захваљујући снажној конституцији спасио од утапања султанију Хурем када се њен брод био насукао. Захвална краљица се од тада постарала за његово нагло напредовање од чувара дворске капије па све до положаја великог везира.
Одмах након завршетка сукоба на северној граници Османског царства 1553. године Мехмед-паша је позван на исток у Токат, у рат против Сафивида са румелијских снагама. Сукоб је одложен због побуне Сулејмановог старијег сина Мустафе који ће убрзо бити ликвидиран по наређењу свог оца. Соколовић је провео зиму у Токату чекајући наредну ратну сезону. Јуна 1554. године Соколовић ће се истаћи са румелијским снагама у маршу од Ерзурума до Нахчивана и у освајању неколико грузијских тврђава. На повратку са фронта, у Амасију, султан Сулејман поставља Мехмед-пашу Соколовића за трећег везира. Соколовић овим постављењем ступа у царско веће-диван. Од тог тренутка Соколовић се суочава са најтежим изазовима од којих је један заштита царског трона. Прво искушење за Мехмед-пашу је била побуна Дузем Мустафе. Наиме, 1555. године, појавила се особа у Добруџи која је тврдила да је легитиман син султана Сулејмана. Наводни син се предао Мехмед-паши који је наредио да се обеси. Године 1558, анимозитет између Сулејманових синова, Бајазита и Селима, достиже црвену линију. Иако султанија Хурем, Сулејманова жена, у сарадњи са њеном кћерком Михрамах изазива отворен сукоб између принчева али није дочекала да види његову завршницу јер је преминула исте године. Млађи син Бајазит је био охрабрен да захтева да буде признат за легитимног наследника трона. Султан Сулејман је послао војску под командом Мехмед-паше Соколовића против Бајазита који се налазио утврђен у Кони. Након што је био поражен Бајазит је побегао у Персију од које је касније откупљен а потом и погубљен 1561. године. Мехмед-паша је интервенисао у борби у име султана и Селима чиме је очувао јединство царевине а самим тим је за себе обезбедио унапређење и признање будућег султана Селима II.

### Други и први везир
Након смрти великог везира Рустем-паше 1561. године, други везир Семиз Али-паша именован је за првог, а Мехмед-паша је постао други везир. Након четири године проведених на том положају Семиз Али-пашу је заменио Мехмед-паша Соколовић што је било природно очекивано постављење за великог везира. Самим тим био је последњи велики везир којег је именовао султан Сулејман који је умро 1566. године. Мехмед-паша Соколовић је на почетку свог службовања успео да изведе глатку примопредају трона са Сулејмана на његовог сина Селима II, што је довело великог везира у центар османлијске моћи, где ће остати на том положају наредних осам година током читаве наводне владавине Селима II.
Године 1545. постаје заповедних Османске флоте а 1551. бива унапређен у румелијског беглербега. Исте године креће у поход на Хабзбуршку монархију а већ следеће осваја Темишвар. Под његовим утицајем 1557. издат је берат којим се дозвољава обнова Пећке патријаршије, и на патријаршијски престо постављен Макарије Соколовић, његов ближи сродник. Султан Сулејман Величанствени га проглашава за Великог везира Порте 28. јуна 1565. Године 1566. са султаном креће у нови поход у Угарску. Опседају утврђени град Сигет међутим у ноћи између 5. и 6. септембра 1566, само дан пре освајања града, султан Сулејман I изненада умире. Плашећи се да ће његова смрт негативно утицати на морал војске Соколовић је прикрива све до 24. септембра када је у Београду проглашен наследник, Селим II. Нови султан се показао као прилично неспособан владар и дословно је све послове у царству препуштао Соколовићу, као великом везиру, тако да је овај имао практично неограничену моћ у царству. Селим II умире 12. децембра 1574. и на престол долази његов син Мурат III који се још мање интересовао за вођење државних послова али за разлику од оца није имао великог поверења у Соколовића чија моћ полако почиње да опада иако је остао на свом положају Великог везира. Коџа Синан-паша је 1579. именован је за садрзама наместо Мехмед-паше Соколовића.
Увече у Цариграду 11. октобра 1579. Соколовића у атентату убија извесни суманути дервиш.
Мехмед паша Соколовић је сахрањен у Истанбулу, у турбету поред Ејуп џамије. Турбе је пројектовао архитекта Мимар Синан.

## Наслеђе
Мехмед-паша је подизао бројне задужбине и вакуфе широм Царства. По његовом наређењу 1571. године је изграђен мост преко Дрине у Вишеграду (описан у делу „На Дрини ћуприја", Ива Андрића овенчаном Нобеловом наградом). Подигао је још бар три моста у Босни и Херцеговини и један у Црној Гори (Арсланагића мост у Требињу, мост на ушћу Жепе у Дрину, Козју Ћуприју у Сарајеву и Везиров мост у Подгорици). У своме родном селу Соколовићима код Рудог изградио је џамију, а у селу Поблаће код Прибоја, према предању, подигао је и цркву која је више пута рушена и обнављана. Црква је изграђена у сараценском стилу и у овом селу је сачувано предање да је сазидана на гробу његове мајке. Такође, верује се да је Мехмед-паша Соколовић био ктитор многим саграђеним чесмама, од којих је најпознатија она у Београду, на Калемегдану.
Док је био на месту великог везира помогао је да један од адмирала турске флоте постане Пиали Мехмед-паша, који је такође српског порекла, рођен у околини Београда 1530. године.
Дубровчанин Марин Држић написао је за Соколовића да је Човек наше крви и нашег језика.

## Занимљивости
- Мехмед пашу повезује заједничко порекло са Ненадићима и са породицама Радовић и Ђуровић које су планирале заједничко окупљање у Раванцима код Рудог.[12]
- Душан Баранин, знаменити српски писац, написао је роман под називом Мехмед-паша Соколовић у ком је описао живот овог великог човека од његовог рођења до убиства.